# Eva Demski
Eva Demski (ur. 12 maja 1944 w Ratyzbonie) – niemiecka dziennikarka i pisarka.
Studiowała germanistykę, historię sztuki i filozofię. Obecnie mieszka we Frankfurcie nad Menem. Debiutowała w roku 1979 powieścią Goldkind (Spadkobierca – wyd. polskie 1985).